# Tiffany (voornaam)
Tiffany is een Engelse meisjesnaam van Griekse oorsprong. Haast altijd is het een meisjesnaam, maar het kan ook als jongensnaam gebruikt worden.
De naam is afgeleid van Θεοφανια, Theofania, de vrouwelijke vorm van Theofanes, een naam die "verschijning van god" betekent (theos betekent "god", phainomai betekent "ik verschijn").
Oorspronkelijk was Theofania het feest dat in de lente werd gehouden ter gelegenheid van de verschijning van de zonnegod.

## Bekende naamdraagsters
- Tiffany Thayer (1 maart 1902 - 23 augustus 1959, man, Amerikaans acteur, schrijver en één van de stichtende leden van de Fortean Society
- Tiffany Lisa Cohen (1966), Amerikaanse zwemster
- Tiffany Renee Darwish (1971), artiestennaam Tiffany, Amerikaanse zangeres
- Tiffany Francis, Amerikaans kindsterretje, de zus van Missy Francis, eveneens een Amerikaans kindsterretje
- Tiffany Hyden, de ijsdanspartner van Vazgen Azrojan, een in Oekraïne geboren Armeense kunstschaatser
- Tiffany Lane, artiestennaam Charli Baltimore, (1974), Amerikaanse rapper
- Tiffany Arbuckle Lee, artiestennaam Plumb, Amerikaanse muziekartieste
- Tiffany Ross-Williams (1983), Amerikaanse hordeloopster
- Tiffany Sloan, in maart 1993 de playmate van de Nederlandse Playboy
- Tiffany Taylor, in februari 1999 de playmate van de Nederlandse Playboy
- Tiffany Trump (1993), Amerikaans model en zangeres en dochter van de Amerikaanse president Donald Trump

## Fictieve naamdraagsters
- Tiffany, een van de kinderen van Cletus Spuckler
- Tiffany Case, een personage in de James Bondfilm Diamonds Are Forever (naar het gelijknamige boek van Ian Fleming)
- Tiffany Langer, een personage in de televisieserie CSI: Crime Scene Investigation, gespeeld door Kari Wuhrer
- Tiffany Malloy, een van de kinderen in de televisieserie Unhappily Ever After
- Tiffany Turlington, personage in de televisieserie Brandy & Mr. Whiskers, gespeeld door Amy Davidson
- Tiffany Wilson, een personage in de Amerikaanse film White Chicks uit 2004
- Tiffany, een personage in de Nederlandse speelfilm Dennis P., gespeeld door Nadja Hüpscher